# Laurent Recouderc
Laurent Recouderc (født 10. juli 1984 i Toulouse, Frankrig) er en fransk tennisspiller. Han har, pr. maj 2009, endnu ikke vundet nogen ATP-turneringer, men vandt mange titler på ungdomsniveau.
Recouderc er 178 cm. høj og vejer 76 kilo.